# 王綖
王綖（1477年—1537年），字邃伯，别號龍湫，直隸大名府開州人，明朝政治人物。

## 生平
弘治十一年（1498年）戊午科順天府鄉試第一百十三名舉人。弘治十八年（1505年）中式乙丑科二甲第十一名進士。授户部主事，升本部员外郎署郎中，丁父忧归。服阕，升河南卫辉府知府，正德十四年（1519年）升湖广按察司副使。正德十六年（1521年）弃官归乡。
嘉靖元年（1522年），起復河南副使，二年升山西右参政，改山西行太仆寺卿，三疏乞休归。八年以荐起四川左布政使，丁母牛淑人憂歸。十一年春起江西左布政使，十三年升都察院右副都御史、巡抚本省地方，以恩诏进阶通议大夫。十四年升大理寺卿，左迁山东参政，十六年正月卒于官。

## 家族
曾祖王福榮，倉副使；祖父王貴；父王溥，陽曲縣丞。母牛氏。